# Armorial de la maison de Lusignan
- il comporte peu ou pas de sources.

Cette page donne les armoiries (figures et blasonnements) de différents membres de la maison de Lusignan. 
| Figure | blasonnement |
|        | Seigneurs de Lusignan, comtes de la Marche et d'Angoulême Burelé d'argent et d'azur de dix pièces. On trouve également : Burelé d'argent et d'azur de huit pièces. |
|        | Barons, comtes puis ducs de La Rochefoucauld et marquis de La Rochefoucauld-Bayers (Xe siècle-XXIe siècle) Burelé d’argent et d’azur de dix pièces, à trois chevrons de gueules brochant sur le tout, le premier écimé |
|        | Seigneurs de Parthenay (XIe siècle-XVe siècle), liés aux Lusignan par les femmes Burelé d'argent et d'azur de huit pièces, à la bande de gueules brochant sur le tout |
|        | Seigneurs d'Exoudun, comtes d'Eu (XIIIe siècle), issus de Raoul, frère cadet d'Hugues IX le Brun Burelé d'argent et d'azur, au lambel de gueules |
|        | Hugues XI le Brun (XIIIe siècle), fils aîné d'Hugues X de Lusignan, comte d'Angoulême et de la Marche. Burelé d'argent et d'azur, chargé de six lionceaux de gueules brochants, posés trois, deux et un |
|        | Geoffroy Ier de Lusignan (Vouvant) (av. 1150 † 1216), fils de Hugues VIII de Lusignan, seigneur de Vouvant et de Mervent (fin du XIIe siècle-1216), de Moncontour et de Soubise Burelé d'argent et d'azur, au lion rampant contourné de gueules brochant sur le tout Geoffroy II de Lusignan (Vouvant), (v. 1195 † 1247/48), fils de Geoffroy Ier de Lusignan, seigneur de Vouvant et de Mervent (1216-1248), de Moncontour, de Fontenay, de Soubise et vicomte de Châtellerault Burelé d'argent et d'azur, au lion rampant contourné de gueules brochant sur le tout Devise de Goeffroy Ier et II de Lusignan, seigneurs de Vouvant, : « QVI PLVS MORTIS CONPTEMTOR QVAM LEO FORTIS » (« qui craint moins la mort que la force des lions ») |
|        | Geoffroy Ier de Lusignan (Jarnac) (v. 1223 † av. 4 mars 1274), fils cadet d'Hugues X de Lusignan, seigneur de Jarnac, de Château-Larcher et de Châteauneuf Premières armoiries portées par Geoffroy III (d'après son contre-sceau appendu en 1246) : Burelé d'argent et d'azur, au lion rampant de gueules brochant sur le tout, brisé d'un lambel de quatre pendants Secondes armoiries portées par Geoffroy III (d'après ses contre-sceaux appendus en 1248 et 1269) : Burelé d'argent et d'azur, au lion rampant de gueules brochant sur le tout |
|        | Geoffroy II de Lusignan (Jarnac), (v. 1268 † 1305/06), fils de Geoffroy Ier de Lusignan, seigneur de Jarnac et de Château-Larcher Burelé d'argent et d'azur, au lion rampant de gueules brochant sur le tout |
|        | Guillaume de Valence (de 1225 à 1247), fils cadet d'Hugues X de Lusignan Burelé d'argent et d'azur de dix pièces, au lambel de gueules de cinq pendants, chaque pendant chargé de trois lionceaux d'argent Il aurait porté ces armes avant de devenir comte de Pembroke. |
|        | Seigneurs de Valence, comtes de Pembroke (de 1247 à 1324) Burelé d'argent et d'azur de dix pièces, à dix merlettes de gueules, posées en orle |
|        | Guy de Lusignan (†1288), fils cadet d'Hugues X de Lusignan, seigneur de Cognac, Archiac, Merpins Burelé d'argent et d'azur de dix pièces, au lambel de gueules de cinq pendants |
|        | Guy de Lusignan (1159 † 1194), roi de Jérusalem et seigneur de Chypre Écartelé, en 1 et 4 d'azur à la croix d'argent et en 2 et 3 burelé d'argent et d'azur de huit pièces, au lion de gueules, armé, lampassé et couronné d'or, brochant sur le tout (ces armoiries sont peut-être hypothétiques). |
|        | Rois de Chypre (de 1192 à 1268) Burelé d'argent et d'azur, au lion de gueules, armé, lampassé et couronné d'or, brochant sur le tout |
|        | Rois de Chypre et de Jérusalem (de 1268 à 1393) Écartelé, en 1 et 4 d'argent, à la croix potencée d'or, cantonnée de quatre croisettes du même et en 2 et 3 burelé d'argent et d'azur de huit pièces, au lion de gueules, armé, lampassé et couronné d'or, brochant sur le tout |
|        | Rois de Chypre, de Jérusalem et d'Arménie (à partir de 1393) Écartelé, en 1 d'argent, à la croix potencée d'or, cantonnée de quatre croisettes du même, en 2 burelé d'argent et d'azur de huit pièces, au lion de gueules, armé, lampassé et couronné d'or, brochant sur le tout, en 3 d'or au lion de gueules, armé, lampassé et couronné d'azur et en 4 d'argent au lion de gueules, armé, lampassé et couronné d'or |
|        | Léon VI de Lusignan (1342 † 1393), roi d'Arménie (1373-1375) Parti de deux, en 1 d'or au lion de gueules, armé, lampassé et couronné d'azur, en 2 d'argent, à la croix potencée d'or, cantonnée de quatre croisettes du même et en 3 burelé d'argent et d'azur de huit pièces, au lion de gueules, armé, lampassé et couronné d'or, brochant sur le tout |
|        | Famille de Lezay Burelé d'argent et d'azur, à neuf merlettes de gueules brochante en orle au franc-canton de gueules. |